# Alicia (Isabela)
Alicia (Bayan ng Alicia) är en kommun i Filippinerna. Kommunen ligger på ön Luzon, och tillhör provinsen Isabela. Folkmängden uppgår till 61 447 invånare.

## Barangayer
Alicia indelas i 34 barangayer.
| - Amistad - Antonino (Pob.) - Apanay - Aurora - Bagnos - Bagong Sikat - Bantug-Petines - Bonifacio - Burgos - Calaocan (Pob.) - Callao - Dagupan | - Inanama - Linglingay - M.H. del Pilar - Mabini - Magsaysay (Pob.) - Mataas na Kahoy - Paddad - Rizal - Rizaluna - Salvacion - San Antonio (Pob.) | - San Fernando - San Francisco - San Juan - San Pablo - San Pedro - Santa Cruz - Santa Maria - Santo Domingo - Santo Tomas - Victoria - Zamora |